# Oliestippelkorst
De oliestippelkorst (Verrucaria elaeina) is een korstmos uit de familie Verrucariaceae. Hij komt voor op steen en leeft in symbiose met groene alg.

## Determinatie

### Uiterlijke kenmerken
Het korstmos heeft een dunne, scheurvormige en korstvormige thallus, met een glad oppervlak dat hier en daar wat ruw is. De kleur varieert van bleek grijsgroen tot grijswit met soms een dun prothallus in crèmekleur. Er zijn talrijke peritheciën aanwezig, gedeeltelijk verzonken in het thallus, meestal zwart en soms bedekt door het thallus aan de basis.
Hij heeft geen kenmerkende kleurreacties.

### Microscopische kenmerken
De ascosporen zijn kleurloos, ellipsoïde van vorm, zonder perispore en meten 16–22 × 7–9 µm µm.

## Ecologie
De oliestippelkorst groeit op enigszins kalk- of siliciumhoudende, maar niet erg zure rotsen, in vochtige en schaduwrijke omgevingen, met name in bossen langs de kust en ook op oude vochtige muren in schuren.

## Verspreiding
In Nederland komt de oliestippelkorst zeldzaam voor. De eerste vondst stamt uit 2001.